# Artiesten voor Levenslijn
Artiesten voor Levenslijn was een muziekgroep rond Vlaamse artiesten, die Nederlandstalige nummers zongen, ten voordele van Levenslijn.

## Artiesten tegen Kanker
"Artiesten tegen Kanker" was een gelegenheidsgroep die opgericht werd in 1990. Ze maakten het campagnelied voor de Levenslijn-actie in 1990. Jimmy Frey, zelf kankerpatiënt, zong hier in mee. Zijn lied "Samen Leven" werd gecoverd door de groep.
| - Yvan Brunetti - Tony Servi - Koen Crucke - Conny Fabry - Danny Fabry - Jimmy Frey - Sandra Kim | - Helmut Lotti - Liliane Saint-Pierre - Sandra Denotté en Erik Van Neygen - Willy Sommers - Luc Steeno - John Terra | - Will Tura - Jo Vally - Bea Van der Maat - Eddy Wally - Koen Wauters - Johnny White |

## Artiesten met een Hart
Vanaf 1991 werd er opnieuw voor de Levenslijn-campagne een gelegenheidsgroep gevormd. Dit keer onder de naam "Artiesten met een Hart". De bezetting van de groep veranderde bij elke campagne.

### 1991
In 1991 bracht de groep een cover van het nummer "Van Nu Af Aan" van Koen Crucke.
| - Isabelle A - Paul Anderson - Bingo - Yvan Brunetti - Claudia Decaluwé - Clouseau - Koen Crucke - Lisa del Bo - Frank Dingenen - Dominique - Conny Fabry - Danny Fabry | - Jimmy Frey - Margriet Hermans - Bart Kaëll - De Kreuners - Pascal Laurent - Helmut Lotti - Micha Marah - Petra - Plaza - Liliane Saint-Pierre - Sandra en Erik - Tony Servi | - Paul Severs - Sofie - Willy Sommers - Luc Steeno - John Terra - Will Tura - Jo Vally - Bea Van der Maat - Johnny White - Dana Winner |

### 1992
In 1992 bracht de groep een cover van het nummer "Hand In Hand" van muziekgroep Plaza.
| - Isabelle A - BB Jerome & the Band Gang - Clouseau - Koen Crucke - Danny Fabry - Sam Gooris - Bart Kaëll - Sandra Kim - Helmut Lotti | - Mama's Jasje - Robert Mosuse - Günther Neefs - Bart Peeters - Petra - Plaza - Yves Segers - Paul Severs - Willy Sommers | - Luc Steeno - John Terra - Will Tura - Jo Vally - Bea Van der Maat - Wendy Van Wanten - Yasmine |

### 1994
In 1994 bracht de groep een cover van het nummer "Een Teken van Leven" van Mama's Jasje.
| - Isabelle A - Sam Bettens - Clouseau - Lisa del Bo - Jimmy Frey - Sam Gooris - Erik Goossens - Bart Herman - Bart Kaëll - Helmut Lotti | - Mama's Jasje - Robert Mosuse - Günther Neefs - Bart Peeters - Petra - Philippe Robrecht - Liliane Saint-Pierre - Sha-Na - Sofie - Willy Sommers | - Luc Steeno - John Terra - Will Tura - Jo Vally - Bart Vandenbossche - Niels William - Dana Winner - Yasmine |

### 1996
In 1996 bracht de groep een cover "Ik geef om jou" van het nummer "Don't Know Much About Love" van John Hiatt.
| - Isabelle A - Bazaar - Cartouche - Christoff - Clouseau - Def Dames Dope - Doran - Jimmy Frey - Good Shape - Sam Gooris - Gunther Levi - Geena Lisa - Bart Herman - Bart Kaëll - Helmut Lotti - Mama's Jasje | - Marva - Robert Mosuse - Rudy Meyns - Günther Neefs - Partyzone - Bart Peeters - Plaza - Pop In Wonderland - Wim Ravelli - Philippe Robrecht - Liliane Saint-Pierre - Yves Segers - Sha-Na - Paul Severs - Sofie - Willy Sommers | - Luc Steeno - John Terra - Sabien Tiels - Timeshift - Touch of Joy - Will Tura - Frank Valentino - Jo Vally - Bart Vandenbossche - Wendy Van Wanten - Vinzyman - Eddy Wally - Niels William - Dana Winner - Yasmine |

### 1998
In 1998 bracht de groep een cover "De weg naar je hart" van het nummer She Goes Nana van The Radios.
| - Isabelle A - Clouseau - Frank Galan - Get Ready! - Garry Hagger - Gunther Levi - Bart Kaëll - Sandra Kim - K.I.A. (Krapoel In Axe) - Mama's Jasje | - Robert Mosuse - Günther Neefs - Bart Peeters - Petra - Pop In Wonderland - Liliane Saint-Pierre - Sandra en Erik - Schatteman & Couvreur - Sha-Na - Willy Sommers | - Luc Steeno - Sabien Tiels - Touch of Joy - Will Tura - Raf Van Brussel - Wendy Van Wanten - VTM Soapband - Dana Winner - Yasmine |

## Levenslijn 2000
"Levenslijn 2000" was een gelegenheidsgroep die opgericht werd in 2000. Ze maakten het campagnelied voor de Levenslijn-actie in 2000. Het lied "Wonderful Life" van  Black werd gecoverd door de groep in "Wondere Reis".
| - Ingeborg - Helmut Lotti - Toots Thielemans - Koen Wauters |

## Artiesten voor Levenslijn
"Artiesten voor Levenslijn" was een gelegenheidsgroep die opgericht werd in 2006. Ze maakten het campagnelied voor de Levenslijn-actie in 2006. Het lied "Tell Me What It Takes" van  Soulsister werd gecoverd door de groep in "Iedereen Wereldkampioen".
| - Isabelle A - Born Crain - Barbara Dex - Udo - Sandrine - Wouter |

## Discografie
- 1990: Samen Leven
- 1991: Van nu af aan
- 1992: Hand in Hand
- 1994: Een teken van leven
- 1996: Ik geef om jou
- 1998: De weg naar je hart
- 2000: Wondere reis
- 2006: Iedereen Wereldkampioen